# Florida City
Florida City est une ville située dans l’État américain de la Floride, dans le comté de Miami-Dade. Elle fait partie de l'agglomération  de Miami. Selon l'estimation officielle de 2006, sa population est de 7 843 habitants. Florida City est la capitale américaine hivernale pour la culture des fraises (Strawberry Festival).

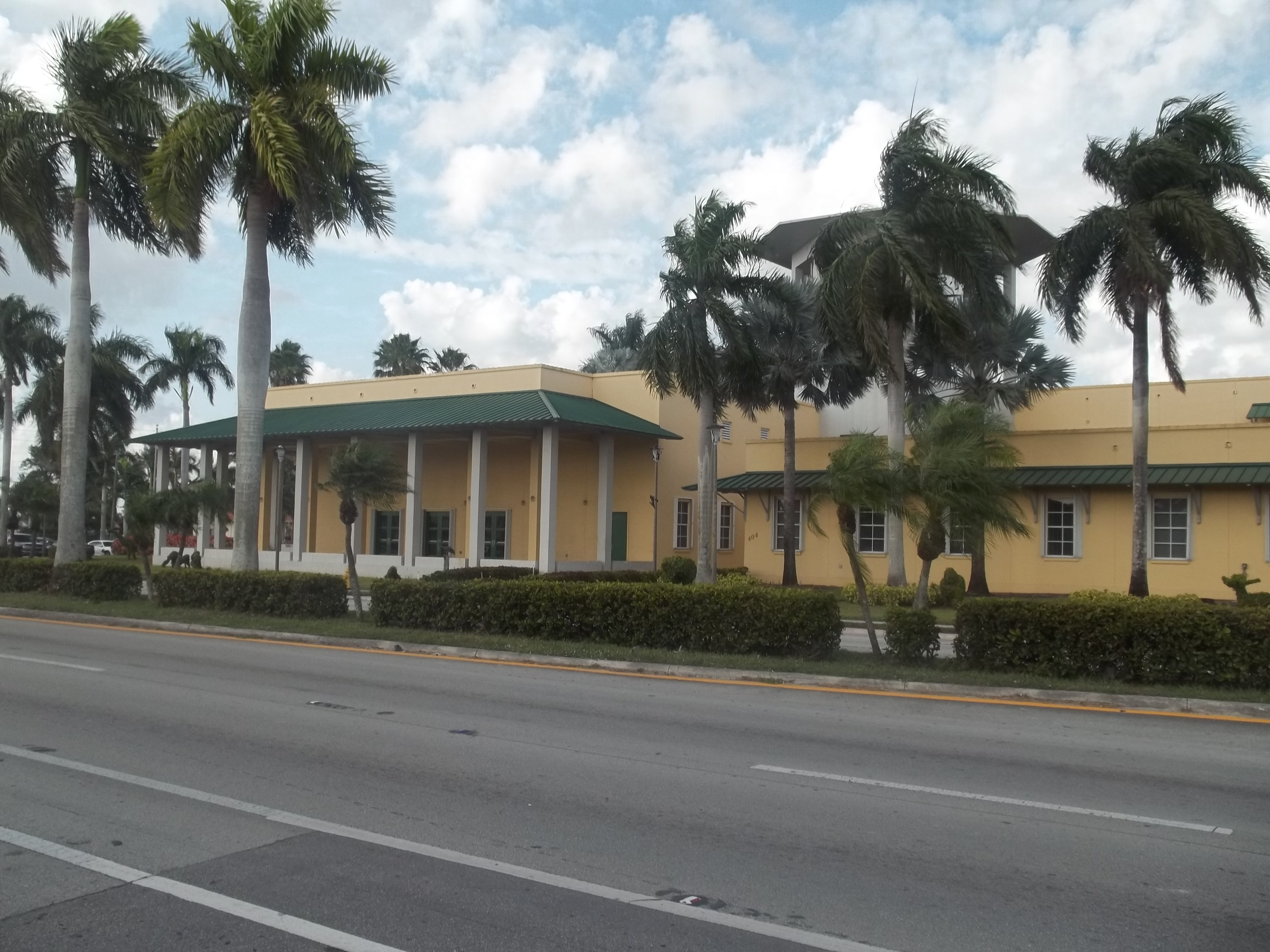
Mairie de Florida City

Traversée par l'US-1, Florida City est la porte d'entrée qui mène jusqu'à Key West. Des hôtels, restaurants et un Outlet en font un lieu idéal au sud de l'agglomération de Miami et un accès plus facile vers les Keys.

## Démographie
| 1920 | 1930 | 1940 | 1950  | 1960  | 1970  |
| ---- | ---- | ---- | ----- | ----- | ----- |
| 355  | 452  | 752  | 1 547 | 4 114 | 5 133 |

| 1980  | 1990  | 2000  | 2010   | - | - |
| ----- | ----- | ----- | ------ | - | - |
| 6 174 | 5 806 | 7 843 | 11 245 | - | - |

## Source
- (en) Cet article est partiellement ou en totalité issu de l’article de Wikipédia en anglais intitulé « Florida City, Florida » (voir la liste des auteurs).